# Jarnac-Champagne
Jarnac-Champagne település Franciaországban, Charente-Maritime megyében. Lakosainak száma 876 fő (2022. január 1.). Jarnac-Champagne Chadenac, Échebrune, Germignac, Lonzac, Neuillac, Sainte-Lheurine és Saint-Martial-sur-Né községekkel határos.

## Népesség
A település népességének változása:
| Lakosok száma | 846  | 730  | 713  | 755  | 764  | 776  | 786  | 835  | 859  | 876  |
|               | 1968 | 1982 | 1990 | 2006 | 2013 | 2015 | 2017 | 2019 | 2020 | 2022 |